# Anastrepha steyskali
Anastrepha steyskali
 es una especie de insecto díptero que Korytkowski describió científicamente por primera vez en el año 1974.
Esta especie pertenece al género Anastrepha de la familia Tephritidae.